# مارک مولی
مارک مولی (انگلیسی: Mark Molloy) یک کارگردان فیلم استرالیایی‌تبار است. او اولین کارگردانی فیلم بلند خود را با فیلم پلیس بورلی هیلز: اکسل اف (۲۰۲۴) انجام داد.
مولی کار خود را در سال ۱۹۹۶ به عنوان یک طراح ارشد در لندن آغاز کرد و با برندهایی مانند نایکی، ویرجین رکوردز و بی‌بی‌سی کار کرد.